# Зелений Гай (Кам'янський район)
Зеле́ний Гай — село в Україні, у Криничанській селищній громаді Кам'янського району Дніпропетровської області.
Населення — 49 мешканців.

## Назва
19 вересня 2024 року Верховна Рада підтримала перейменування села Весела Роща на Зелений Гай. 26 вересня 2024 року перейменування набуло чинності.

## Географія
Село Зелений Гай розташоване за 2 км від лівого берега річки Суха Сура, нижче за течією на відстані 3 км розташоване село Вишневе, за 2 км — селище Новомиколаївка.

## Населення

### Мова
Розподіл населення за рідною мовою за даними перепису 2001 року:
| Мова       | Відсоток |
| ---------- | -------- |
| українська | 91,9 %   |
| російська  | 6,1 %    |
| білоруська | 2 %      |